# Schloss Elsterwerda

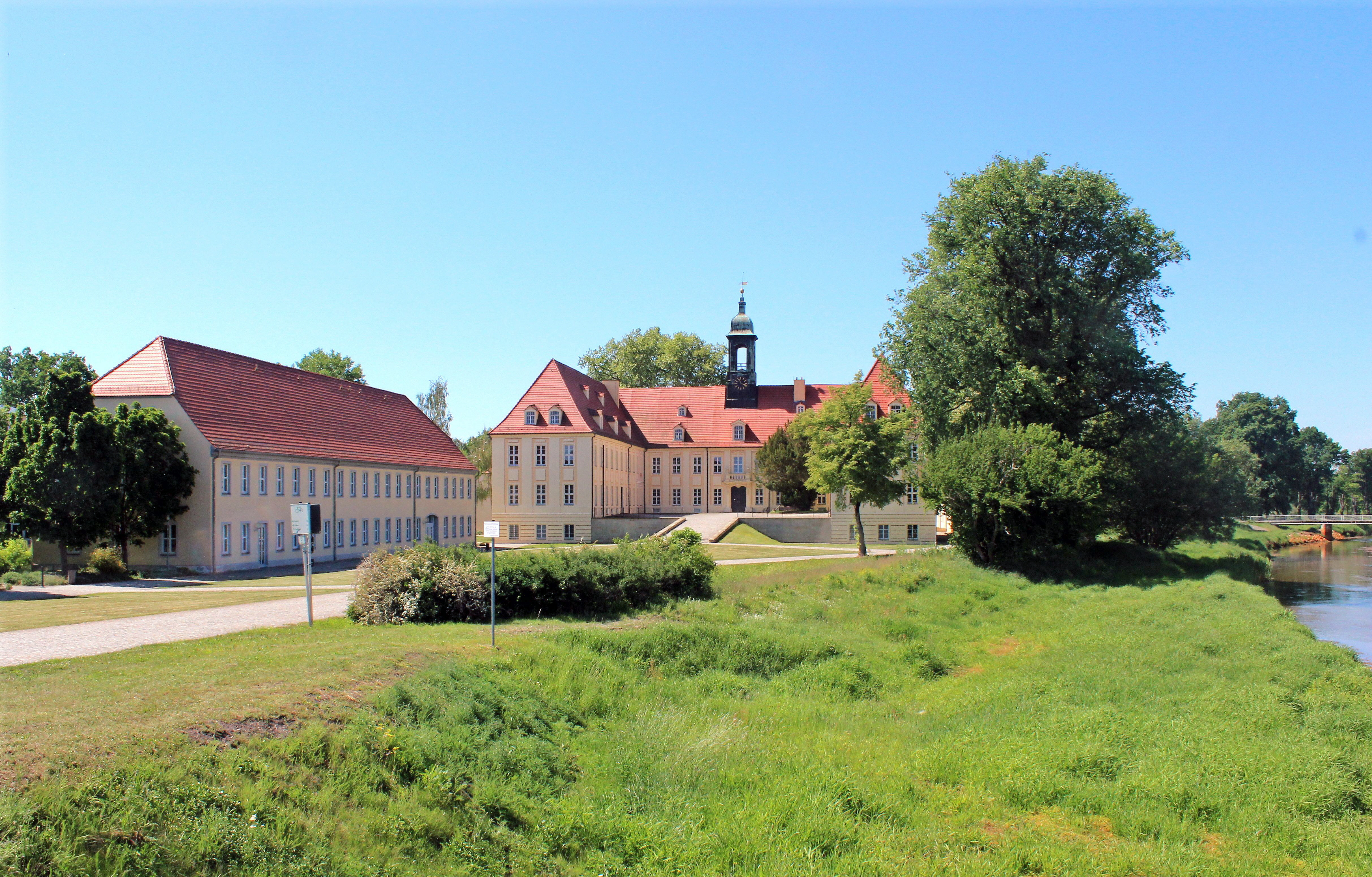
Ostseite Elsterschloss

Das unter Denkmalschutz stehende Schloss Elsterwerda ist eine im 17. Jahrhundert in Elsterwerda (Brandenburg) errichtete Schlossanlage. Sie wurde anstelle einer bis dahin bestehenden Burg, vermutlich aus dem 13. Jahrhundert, erbaut.

## Geschichte
→ Siehe auch: Elsterschloss-Gymnasium, Geschichte Elsterwerdas

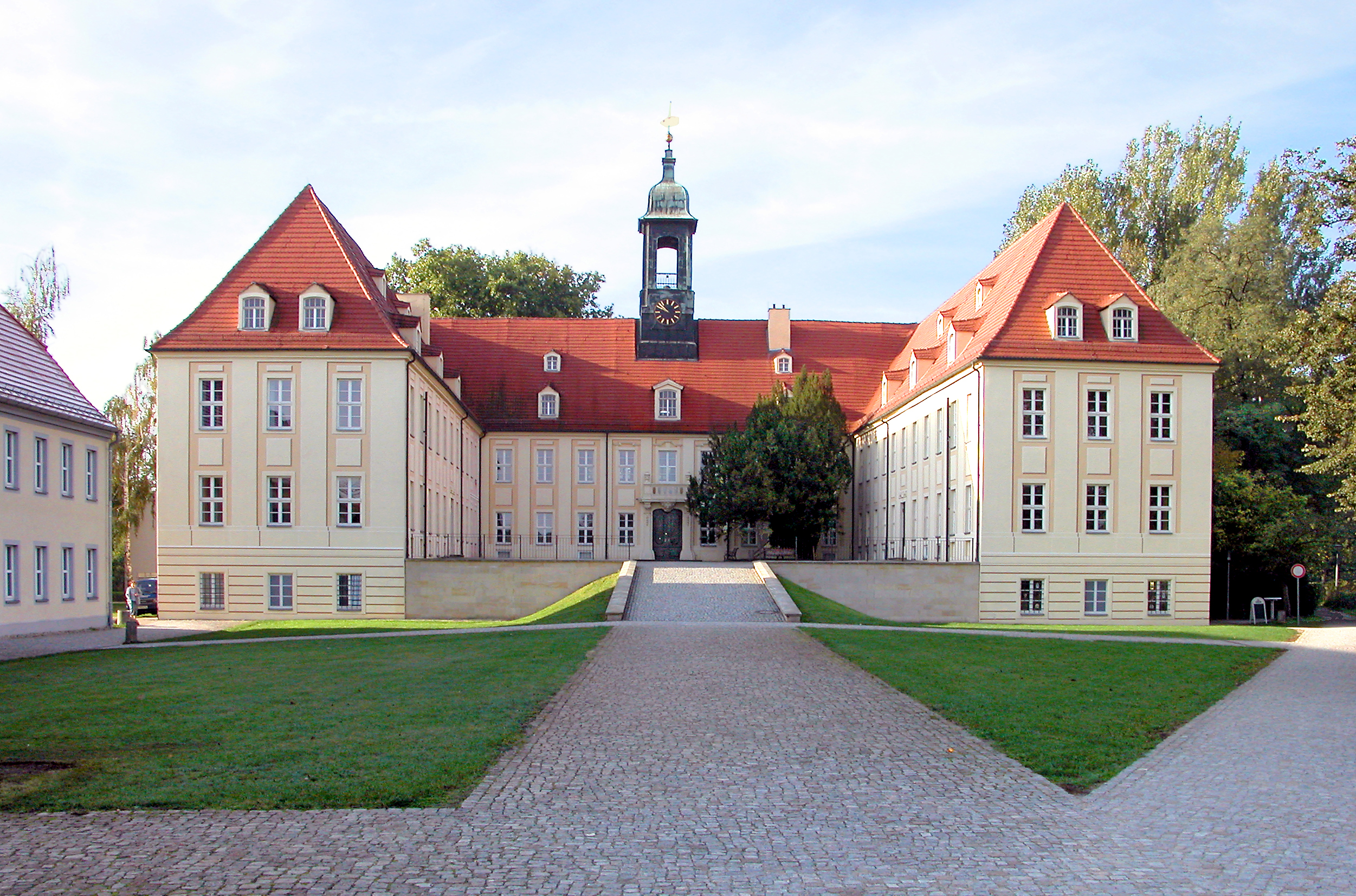
Ehrenhof

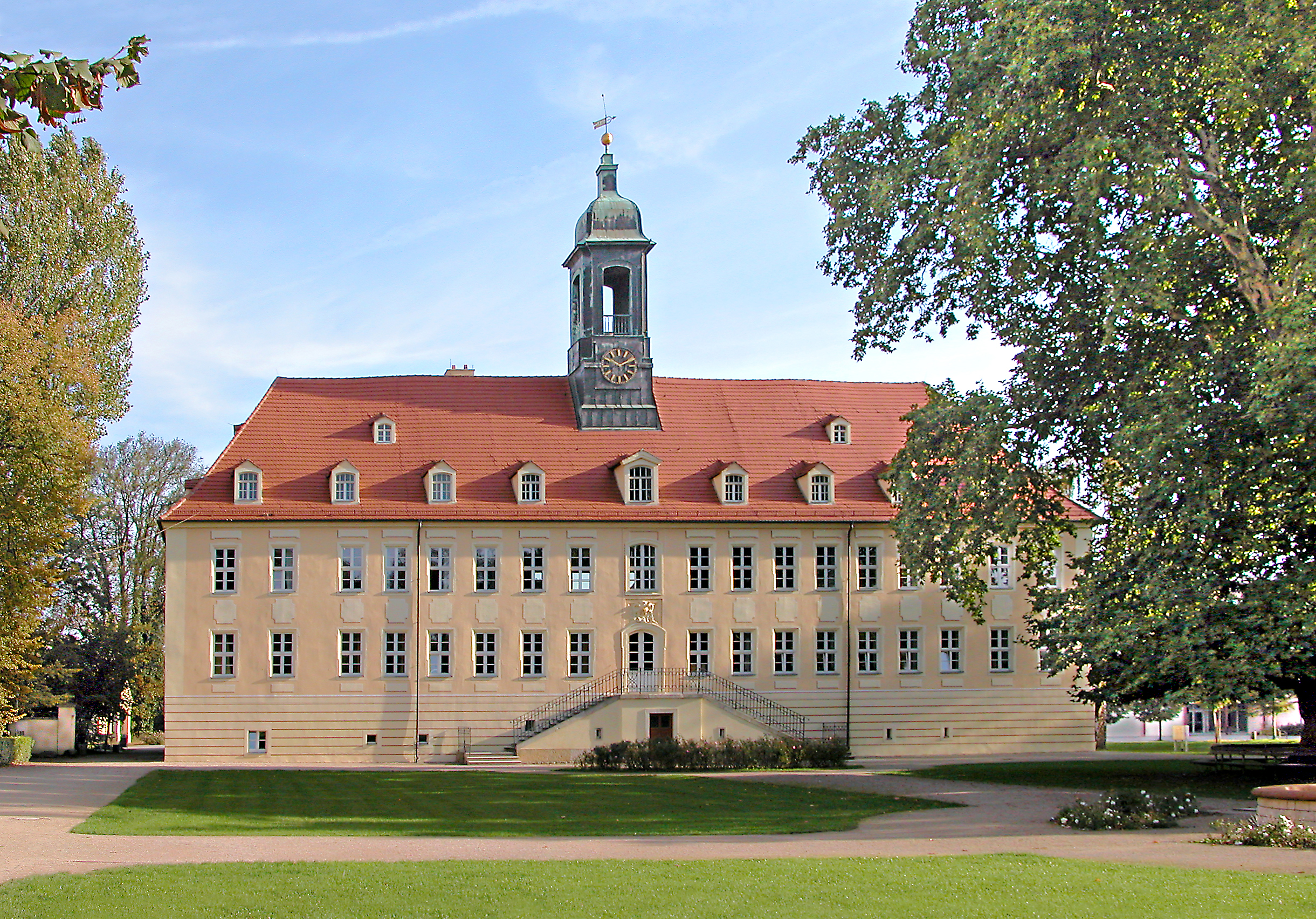
Westseite

Die Burg Elsterwerda scheint im ausgehenden 12. bzw. zu Beginn des 13. Jahrhunderts auf dem Ufer der Schwarzen Elster gegründet worden zu sein. Der genaue Zeitpunkt konnte bisher nicht festgestellt werden. Sie diente der Sicherung des Flussübergangs der Handelsstraße Dresden–Berlin und als vorgeschobener Stützpunkt der alten Burgwarte Boritz und Strehla im Gebiet östlich der mittleren Elbe. Ihre Erbauung steht vermutlich in enger Beziehung zu den damals errichteten Burgen Frauenhain, Saathain und Tiefenau.
Die Burg Elsterwerda wurde erstmals 1288 urkundlich erwähnt. Aus einer Urkunde vom 18. Februar 1326 (Hauptstaatsarchiv Weimar) kann man schließen, dass Heinrich von Köckritz der Lehnbesitzer auf der Burg des Meißner Markgrafen war. In einer Urkunde erscheint am 21. Dezember 1343 mit Conrad von Köckritz ein Besitzer der Anlage namentlich als „Herr von Elsterwerda“. Die Familie blieb bis in das 16. Jahrhundert hinein Eigner der Anlage. Bis 1367 gehörten Burg und Flecken Elsterwerda dem Bistum Naumburg an. Zur Burg gehörte das Rittergut, welches eine Fläche von 53 Hufen umfasste und in 2594 Steuerschocke eingeteilt war.
1509 erschien Herzog Georg von Sachsen in Elsterwerda, um der Herrschaft der Köckritze ein Ende zu bereiten, nachdem die Gebrüder von Köckritz den Hohenleipischer Pfarrer nach einem Streit in Raubritterart in seinem Haus überfallen und verschleppt hatten. Es schien nämlich, als wollten sich andere Adlige dem Landfriedensbruch der Köckritze anschließen. Im Jahre 1512 war Otto von Köckritz Erbherr von Elsterwerda, und im gleichen Jahr wurde Elsterwerda von den Brüdern Hanß und Georg von Köckritz an Herzog Georg von Sachsen für 10.000 Taler verkauft. Sie wurden allerdings dazu gezwungen. Der Herzog, welcher ohne Erben war, verkaufte 1539 Elsterwerda an Christoph von Maltitz. Bevor dieser nach Elsterwerda kam, war er sächsischer Rat und Statthalter von Merseburg. Er starb im Jahr 1546 und trat kurz vor seinem Tod zum Protestantismus über.
Von 1547 bis 1567 waren Haubold von Maltitz, welcher noch die Rittergüter Oelsnitz und Kotschka erwarb, und einige Zeit sein Bruder Georg von Maltitz Herren von Elsterwerda. Im Jahre 1586 kam Sigmund von Maltitz (kurfürstlich-sächsischer Stallmeister und Oberforstmeister zu Annaburg) in den Besitz von Elsterwerda. Nach dem Tod Sigmunds erwarb die Familie von Rohr am 5. März 1612 den Besitz von den Gebrüdern Haubold und Georg von Maltitz. Unter deren Einfluss fanden größere Bauvorhaben in Elsterwerda statt.
Bis 1616 wurde nach Abriss der alten Gebäude eine mehrflüglige Anlage errichtet. Eine Inschriftentafel erinnert mit dieser Jahreszahl an den Bauherrn Bernhart von Rohr und dessen Ehefrau mit deren Namen an dieses Bauvorhaben. Ca. 1700 bestand eine Vierflügelanlage mit umgebendem Graben. Lediglich an der Ostseite wurde dieser von einer auf den Innenhof führenden Rampe unterbrochen. Vermutlich gab es auch eine Brückenkonstruktion.

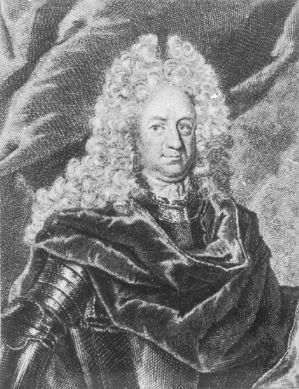
Woldemar Freiherr von Löwendal

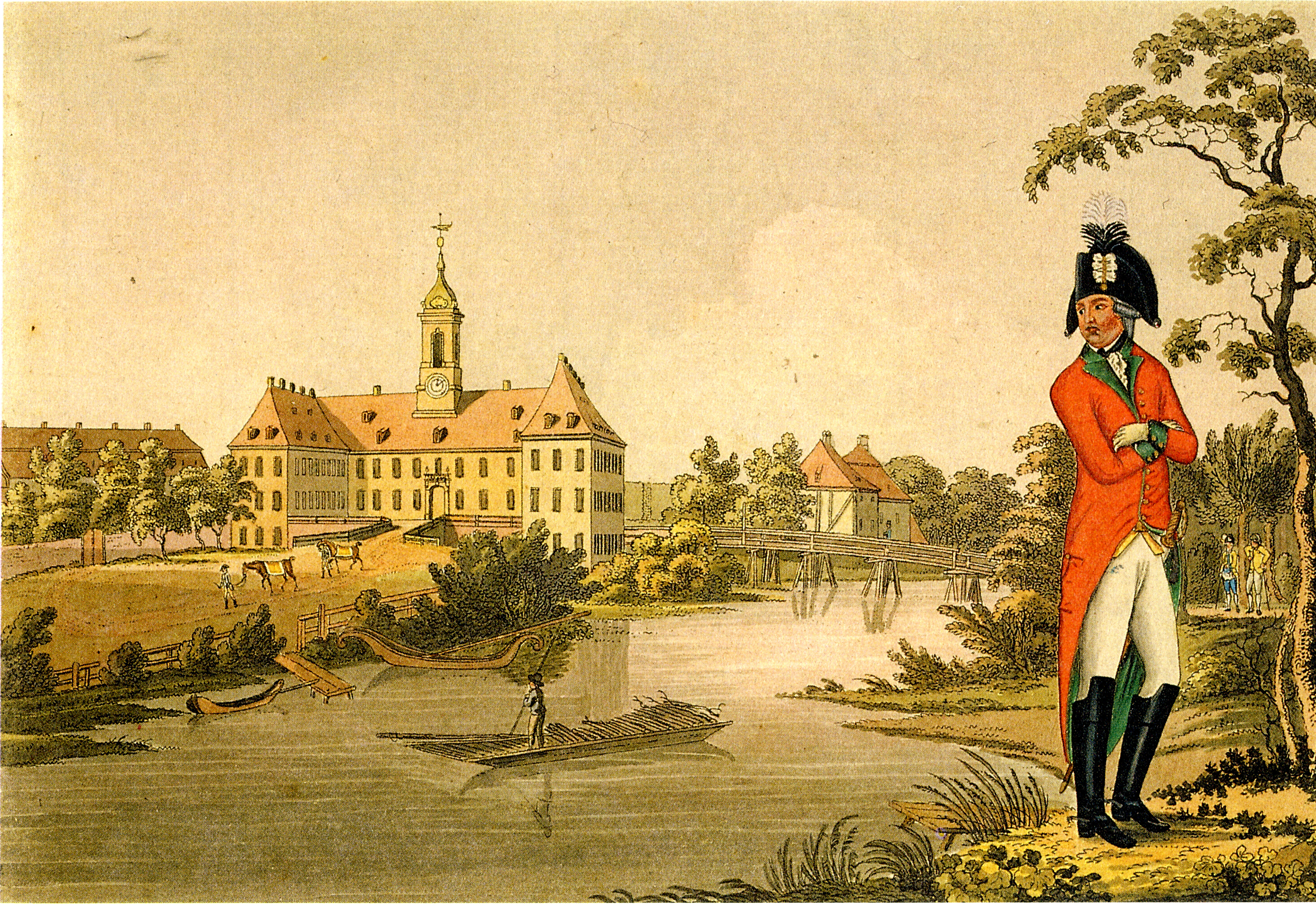
Offizier a. D. des Chevaulegerregiments Herzog von Kurland

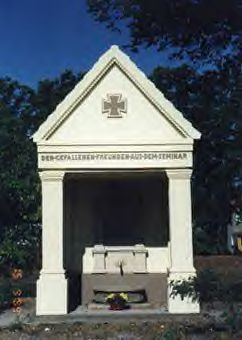
Gedenkbrunnen am Elsterschloss

Am 8. Oktober 1707 erwarb Freiherr Woldemar von Löwendal (1660–1740), königlich-polnischer Oberhofmarschall, wirklicher Geheimrat und Cabinettsminister, sowie Oberbergrats-Direktor, außerdem ein Enkel von Friedrich III., den Besitz. 1716 kam dann auch das Rittergut in Mückenberg unter seine Herrschaft, welches er später seiner Frau Benedicta Margaretha von Löwendal hinterließ. Er ließ große Teile der Vierflügelanlage in Elsterwerda abreißen, und es entstand eine nach Osten hin offene Dreiflügelanlage mit kurzen Seitenflügeln im Stil des Dresdner Barock. Dieses Bauvorhaben trieb Loewendahl finanziell in den Ruin, und er musste am 20. März 1727 den Besitz, inklusive Krauschütz und Kotschka, für 105.300 Taler an König August den Starken verkaufen. Der neue Bauherr, welcher den Besitz zum Kammergut machte, begann umgehend mit dem Umbau nach Plänen seines Hofbaumeisters Matthäus Daniel Pöppelmann. Für die Bauausführung war ab 1730 Johann Christoph Knöffel mit seinem Schüler Samuel Locke verantwortlich. So entstand unter der Verlängerung der Seitenflügel der im Wesentlichen heute noch bestehende Bau. Die Kosten betrugen 21.257 Taler.
August der Starke schenkte die Herrschaft am 4. Juni 1727 seiner Schwiegertochter und Gemahlin des Kronprinzen, Maria Josepha von Österreich. Im 1728 wurde zur Auffahrt des Schlosses eine Lindenallee angelegt und nach der Thronbesteigung Maria Josephas Gemahls, des Königs August III. von Polen, erhielt das Schloss den Charakter eines Jagd- und Lustschlosses. Westlich des Schlosses wurde eine Fasanerie sowie ein Schießhaus hinzugebaut. Die Bauarbeiten an der Freitreppe aus der untersten Etage in den Lustgarten sowie der Schlossturm mit Schlaguhr wurden 1737 vollendet. Später wurde das Schloss dem Herzog Karl von Kurland als Wohnsitz überlassen, der es bis zu seinem Tod 1796 als Sommerresidenz nutzte.
Ab 1796 blieb das Schloss bis zum Jahr 1814 unter der Verwaltung der sächsischen Kurfürsten. 1781 wurde dicht neben dem Schloss das Offiziershaus erbaut. Als Gäste beherbergte das Schloss 1791 unter anderem König Friedrich Wilhelm II., den Kronprinzen von Preußen und den Grafen von Artois, späteren König Karl X. von Frankreich.
Als weitere Gäste im Schloss sollen 1813 Gebhard Leberecht von Blücher, als während der Befreiungskriege 30.000 Mann seines Korps vom 28. bis 30. September in Elsterwerda und Kotschka lagerten, sowie im gleichen Jahr Kaiser Napoleon gewesen sein.
Nach der Teilung Sachsens kam Elsterwerda 1815 in preußische Hand. Im Oktober 1851 beauftragte das Preußische Provinzialschulkollegium beim Kultusministerium die Errichtung eines Seminars im Schloss Elsterwerda. Die Einwilligung erfolgte am 6. April 1852, die Baubewilligung aber erst 1856. Im Herbst 1857 wurden die Umbauarbeiten beendet und am 6. Januar 1858 erfolgte die Übergabe an die Seminarverwaltung. Ausgenommen war das Offiziershaus, welches 1849 an die Gemeinden Elsterwerda und Krauschütz verkauft worden war.
Am 13. November 1857 wurde das Königlich-Preußische Lehrerseminar mit 19 Zöglingen eröffnet. Ab 1926 wurde das Lehrerseminar eingezogen und an seine Stelle trat die Oberrealschule Elsterschloss, eine staatliche Aufbauschule.
1938 wurde diese Schule in eine Oberschule umgewandelt, zu der auch die bisherige Privatschule gehörte. 1995 wurde die gesamte Schlossanlage umfassend saniert und beherbergt das heutige Elsterschloss-Gymnasium, welche als eine der schönsten Schulen Deutschlands gilt.

## Regelmäßige Veranstaltungen im und am Schloss Elsterwerda
- Februar: „Tag der offenen Tür“ im Elsterschloss-Gymnasium
- Mai: Elsterwerdaer Gartentage[2]
- 27. Dezember: Abiturienten-Treffen
- Feierliche Bekränzung der Abiturienten